# 493 (číslo)
Čtyři sta devadesát tři je přirozené číslo. Následuje po čísle čtyři sta devadesát dva a předchází číslu čtyři sta devadesát čtyři. Římskými číslicemi se zapisuje CDXCIII a řeckými číslicemi υϟγ.

## Matematika
493 je:
- Deficientní číslo
- Poloprvočíslo
- Nešťastné číslo

## Astronomie
- (493) Griseldis je planetka hlavního pásu, kterou objevil v roce 1902 Max Wolf

## Roky
- 493
- 493 př. n. l.